# Friedrich August Wilhelm Niemeyer
Friedrich August Wilhelm Niemeyer (* 4. Oktober 1801 in Northeim; † 18. Dezember 1877 in Hannover) war 1823 Auditor in Herzberg am Harz, 1825 Supernumerarius (Anwärter) zum Amtsassessor in Hoya an der Weser, dann Hilfsarbeiter beim Kabinettsministerium in Hannover, 1839 Kanzleirat, 1843 Kriegsrat, 1858 Geheimer Kriegsrat. Im Jahr 1865 erhielt Niemeyer das Kommandeur-Kreuz des hannöverschen Guelphen-Ordens.

## Leben und Werk

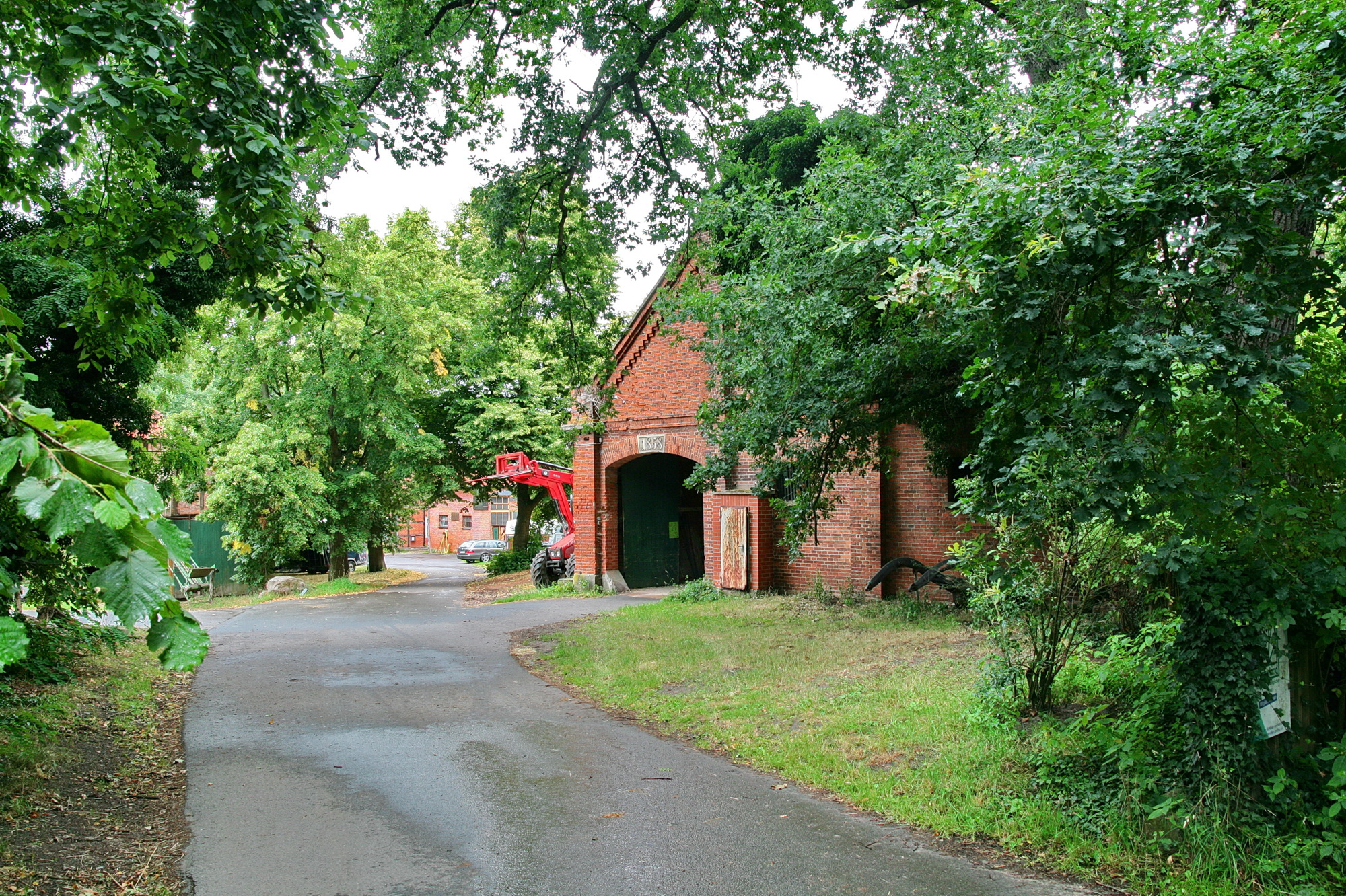
Zufahrt zum Rittergut Bokeloh

Am 1. Mai 1858 wurde er durch Erbschaft und Ankauf Alleineigentümer des Rittergutes Brokeloh in Brokeloh. Das Rittergut Brokeloh war in dieser Zeit baufällig geworden. Niemeyer sammelte zur Instandsetzung einen besonderen Baufonds, so dass das Rittergut in der Zeit von 1871 bis 1875 wiederhergestellt werden konnte.
Niemeyer heiratete am 2. Juni 1843 in Celle die Tochter Caroline des Rittmeisters und späteren Oberstleutnants Rudolf Friedrichs zu Celle, später Osnabrück (* 16. November 1823; † 10. April 1890 in Hannover).
Seit 1986 wird das Anwesen von Carsten Niemeyer bewirtschaftet, der es 1982 von seinem Großvater Erich Niemeyer ererbt hat.